# Anatlanticus uvarovi
Anatlanticus uvarovi är en insektsart som först beskrevs av Miram 1940.  Anatlanticus uvarovi ingår i släktet Anatlanticus och familjen vårtbitare. Inga underarter finns listade i Catalogue of Life.